# Krika
Krika is een dorp behorend tot de gemeente Klippan in het Zweedse landschap Skåne en de provincie Skåne län. Het heeft een inwoneraantal van 208 en een oppervlakte van 36 hectare. De plaats wordt omringd door zowel landbouwgrond (vooral akkers) als bos. De bebouwing in Krika bestaat vrijwel geheel uit vrijstaande huizen.
Klippan · Ljungbyhed · Östra Ljungby · Stidsvig · Klippans bruk · Krika · Riseberga · Allarp · Skäralid · Källna · Tornsborg · Färingtofta · Bonnarp · Gråmanstorp · Forsby